# Sloopkogel

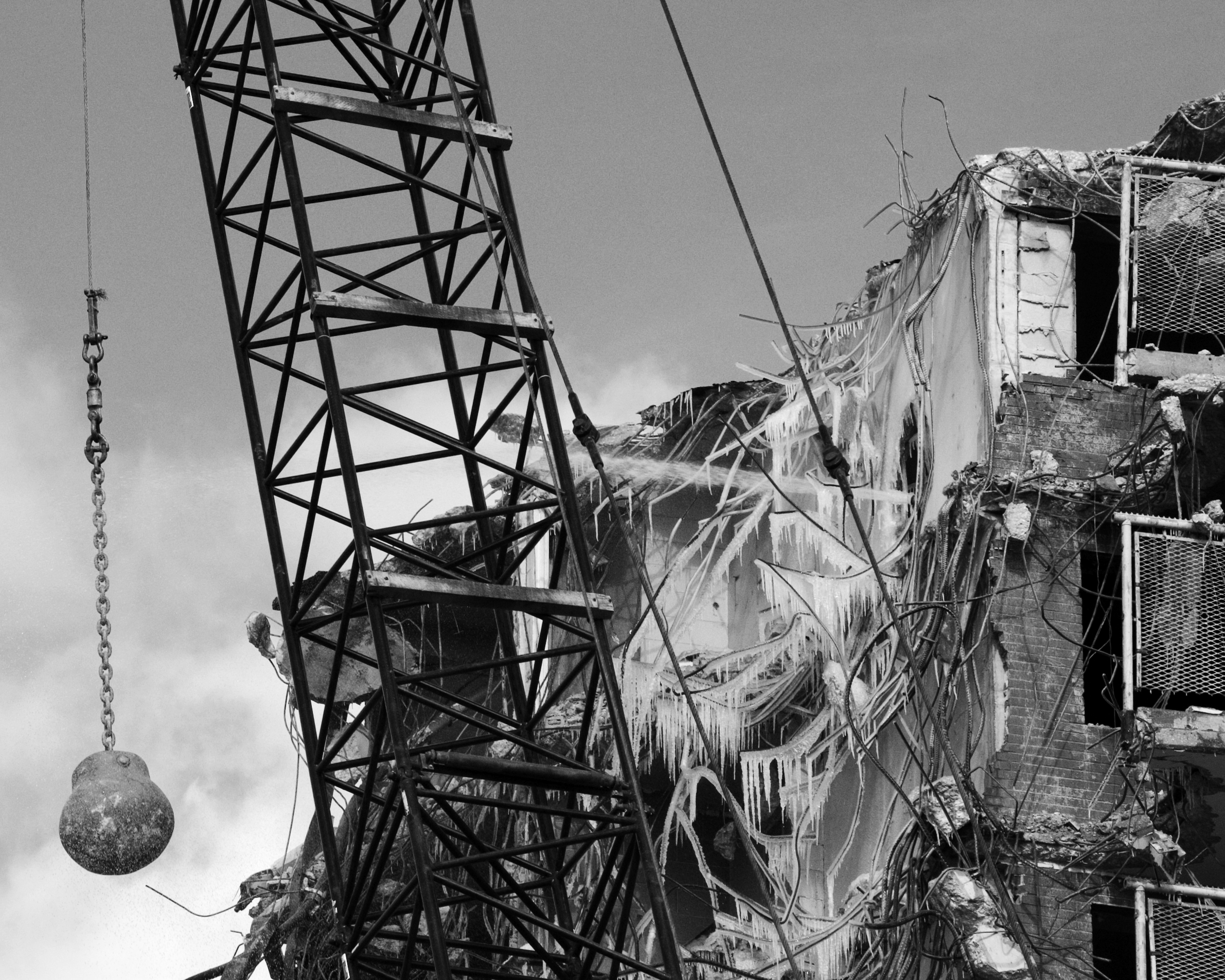
Een sloopkogel in actie bij de sloop van een aantal woningen in Chicago

Een sloopkogel (in het Nederlands soms ook beuk genoemd) is een zware stalen bal die wordt gebruikt in de sloopsector, meestal om gebouwen te slopen die voor het grootste deel uit beton bestaan. De sloopkogel wordt aan een kraan gehangen en vervolgens meermalen tegen de zijkanten van het te slopen gebouw geslagen. De kinetische energie van de bewegende kogel, die met een klap tot stilstand komt tegen het doelwit, is voldoende om het beton te laten barsten en te verbrokkelen.
Sloopkogels bestaan uit gehard staal en ze zijn er in verschillende gewichtsklassen. De meest gangbare maten hebben een massa van 500 kilogram tot ongeveer zes ton.
Vroeger was een sloopkogel meestal bolvormig. Maar tegenwoordig wordt de variant die eruitziet als een peer zonder top het meest gebruikt, dit omdat deze vorm beter weer los te krijgen is wanneer hij ergens doorheen slaat en vast komt te zitten.
De laatste tijd is de sloopkogel minder in zwang geraakt bij het slopen van gebouwen vanwege de opkomst van sterke hydraulische machines met ver reikende armen. Op deze machines kan een breed scala aan hydraulische scharen worden gezet, waarmee een gebouw efficiënter kan worden afgebroken dan met een sloopkogel. Deze machines zijn veelzijdiger en het puin is er beter mee te scheiden zodat recycling van het puin makkelijker is. Slopen door middel van een sloopkogel vraagt verder om enige ruimte rondom het gebouw en om een goed getrainde kraanmachinist, en ook die zijn niet altijd voorhanden.
Meerdere sloopbedrijven claimen de sloopkogel te hebben uitgevonden, maar het kan niet goed meer achterhaald worden wie werkelijk de eerste was die een sloopkogel gebruikte.